# Cloreto de cálcio
Cloreto de cálcio é um composto químico formado por cálcio e cloro. É extremamente solúvel em água e é deliquescente. É um sal que se apresenta no estado sólido à temperatura ambiente e comporta-se como um típico haleto iônico. Tem muitas aplicações comuns como em salmoura para máquinas de refrigeração, controlo (controle, no Brasil) de pó e gelo nas estradas,em queijo e no cimento. Pode ser produzido diretamente a partir da pedra calcária, mas grandes quantidades são também produzidas como produto do processo Solvay. Por causa de sua natureza higroscópica, deve ser mantido em recipientes bem selados.

## Propriedades químicas
O cloreto de cálcio (CaCl2) pode servir de fonte para outros compostos de cálcio, por exemplo, por precipitação:
3 CaCl2(aq) + 2 K3PO4(aq) → Ca3(PO4)2(s) + 6 KCl(aq)
CaCl2 fundido pode ser electrolisado para dar o metal cálcio:
CaCl2(l) → Ca(s) + Cl2(g)

## Preparação
O cloreto de cálcio é um produto resultante do processo de dissolução usado na preparação de carbonato de sódio. Também pode ser produzido fazendo reagir ácido clorídrico com carbonato de cálcio.
CaCO3(s) + 2 HCl → CaCl2(aq) + H2O(l) + CO2(g)

## Precauções
Irritante. Usar luvas e óculos.
- É considerado agente agressivo do aço, não é indicado para uso em estruturas de concreto armado.